# Шлюссельфельд
Шлюссельфельд (нем. Schlüsselfeld) — город и городская община община  в Германии, в Республике Бавария. 
Подчинён административному округу Верхняя Франкония. Входит в состав района Бамберг.  Население составляет 5644 человека (на 31 декабря 2010 года). Занимает площадь 70,22 км². Официальный код  —  09 4 71 220. Местные регистрационные номера транспортных средств (коды автомобильных номеров) (нем. Kraftfahrzeugkennzeichen) — BA.
Община подразделяется на 22 городских района.

## Фотогалерея

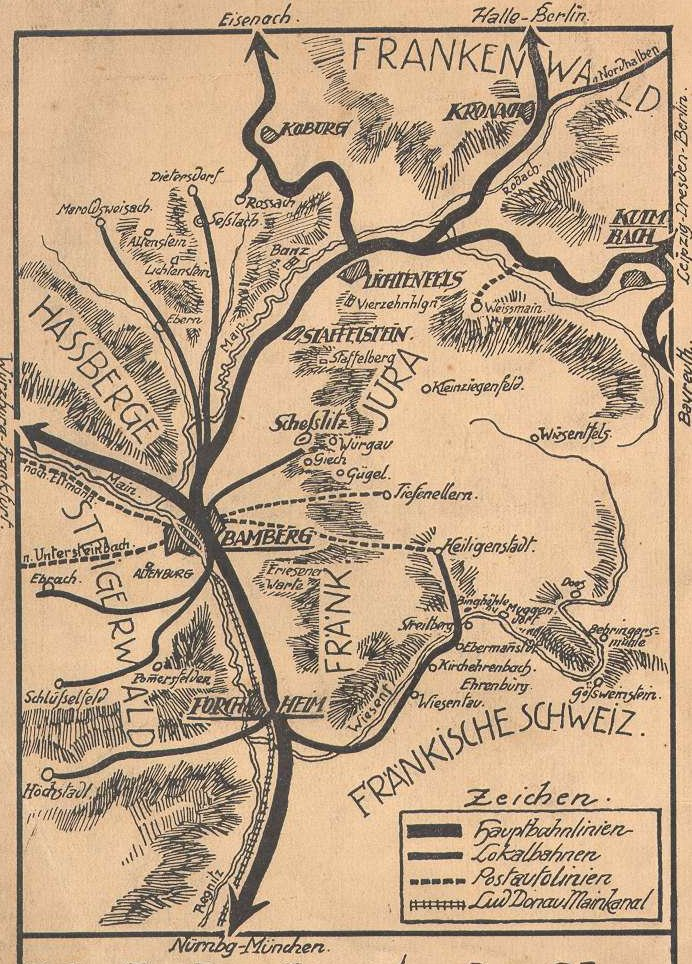
Шлюссельфельд

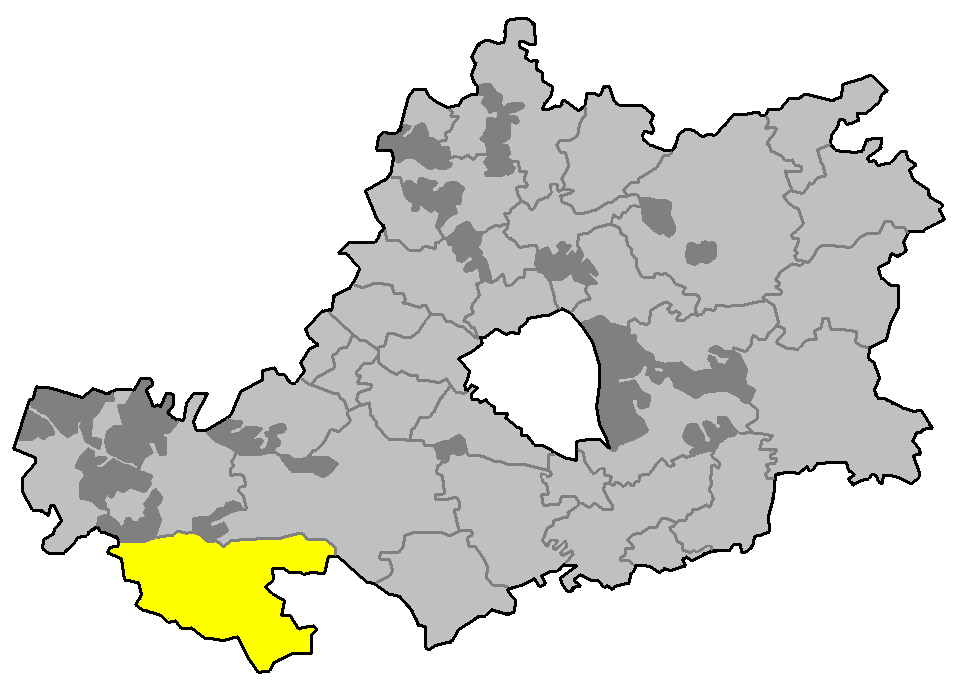
Шлюссельфельд

## Население
По оценке на 31 декабря 2015 года население общины составляет 5872 чел.
| Дата      | 1840 | 1871 | 1900 | 1925 | 1939 | 1950 | 1961 | 1970 | 1987 | 2011 |
| --------- | ---- | ---- | ---- | ---- | ---- | ---- | ---- | ---- | ---- | ---- |
| Население | 3858 | 4074 | 3713 | 3819 | 3559 | 4997 | 4292 | 4780 | 5034 | 5638 |

| Год       | 1960 | 1970 | 1980 | 1990 | 2000 | 2009 | 2010 | 2011 | 2012 | 2013 | 2014 | 2015 |
| --------- | ---- | ---- | ---- | ---- | ---- | ---- | ---- | ---- | ---- | ---- | ---- | ---- |
| Население | 4186 | 4836 | 5138 | 5297 | 5741 | 5718 | 5644 | 5634 | 5604 | 5712 | 5698 | 5872 |